# Chrysosoma perturbans
Chrysosoma perturbans är en tvåvingeart som beskrevs av Becker 1922. Chrysosoma perturbans ingår i släktet Chrysosoma och familjen styltflugor. Inga underarter finns listade i Catalogue of Life.